# 彭寧頓鎮區 (阿肯色州布拉德利縣)
彭寧頓鎮區（英語：Pennington Township）是位於美國阿肯色州布拉德利縣的一個行政鎮區。

## 地方資料
彭寧頓鎮區的面積為450.83平方千米，當中陸地面積為448.58平方千米，而水域面積為0.25平方千米。根據2010年美國人口普查的數據，當地共有人口8415人，而人口密度為每平方千米18.67人。